# Zrówieńka turnicka
Zrówieńka turnicka (Isophya modesta) – gatunek owada prostoskrzydłego z rodziny pasikonikowatych (Tettigoniidae). Występuje na rozproszonych stanowiskach w zachodniej Austrii, Słowacji, na Węgrzech, w Polsce, Rumunii, Ukrainie i Rosji.
W Polsce po raz pierwszy odnaleziono ją w 2020 roku na Pogórzu Przemyskim, gdzie występuje na kilku stosunkowo niewielkich stanowiskach. W większości swojego zasięgu zasiedla tereny stepowe i lasostepowe, w Polsce jednak odnaleziono ją na ciepłych, suchych łąkach.
W Polsce zimują jaja. Larwy wylęgają się w maju, natomiast osobniki dorosłe można spotkać od końca czerwca do początku września.
Jest to drugi w Polsce, obok zrówieńki bieszczadzkiej (Isophya stysi), gatunek z rodzaju Isophya, którego głos jest słyszalny dla ludzkiego ucha z większej odległości (kilka – kilkanaście metrów). Samce strydulują w ciepłe wieczory i noce, a wydawany przez nie dźwięk składa się z dwóch części – pierwszej bardzo krótkiej, podobnej do dźwięku wydawanego przez I. stysi i drugiej oddzielonej od pierwszej kilku- lub kilkunastosekundową przerwą, złożonej z serii krótkich dźwięków powtarzających się w coraz krótszych odstępach czasu.